# Born Dead (canción de Death)
«Born Dead» es la segunda canción del álbum Leprosy
(1988), del grupo de death metal Death. La música y letra de la canción fueron escritas por el guitarrista y vocalista del grupo, Chuck Schuldiner.[cita requerida]
- Datos: Q5732296